# Astronomia egípcia
L'astronomia egípcia va ser una de les més destacades de l'edat antiga i barreja els coneixements sobre l'univers amb creences mitològiques. A l'antic Egipte existien múltiples connexions entre el món dels mortals i el dels déus, lligats al cel i el cosmos. Les observacions van començar ben aviat, com prova el jaciment neolític de Nabta Playa. El cel nocturn l'estudiaven sacerdots, que eren coneguts com, Sacerdots de l'Hora. Des de observatoris situats als sostres dels temples, enregistraven els moviments de les constel·lacions, la sortida i posta del sol o les òrbites dels planetes. El que buscaven amb aquestes observacions era determinar, amb els mapes del cel, quins patrons d'harmonia còsmica afectarien a la vida a la terra.
El cel, era vist com la divinitat femenina Nut, que prenia la forma d'una dona arquejada sobre la terra i comptava amb diversos astres identificats amb diversos déus. Cada nit es creia que Nut s'empassava el sol i cada matí el tornava a donar a llum. Així, entre els planetes del sistema solar, Mercuri estava regit per Seth, Venus per Osiris, Júpiter (Horus que limita a dues terres), Mart (Horus vermell) i Saturn (Horus toro del cel) per Horus. La Lluna habitualment estava associada a Thot, mentre que el sol tenia un paper clau, amb diverses divinitats segons l'aspecte que tingués. De fet, el culte a Aten va ser una de les primeres manifestacions històriques del monoteisme i és una prova de la importància de l'adoració solar. Aquest astre sortia del ventre del cel estrellat i recorria una esfera cada dia. va ser seguint el seu pas pel cel que van crear el calendari egipci, un dels primers solars de la història. Amb clepsidres mesuraven el pas del temps entre la sortida i la posta de sol i també en les hores nocturnes.
Els astrònoms egipcis coneixien la posició de les principals estrelles, que agrupaven en constel·lacions, com es pot veure al Zodíac de Dendera. Els dibuixos que hi veien van generar històries sobre déus que van servir d'inspiració a la mitologia grecollatina posterior. Les piràmides seguien l'orientació d'algunes d'aquestes estrelles.
El lligam entre astronomia i astrologia no era tan fort com a l'astronomia babilònica, tanmateix tenia la seva importància com demostren els Textos de les Piràmides on es barregen conjurs, temes zodiacals i descripcions cosmològiques a part dels rituals funeraris que els donen sentit. Coneixien i temien els eclipsis com a senyals del cel, però no van arribar a poder predir-los amb exactitud com altres cultures antigues.